# Bronze arsênico

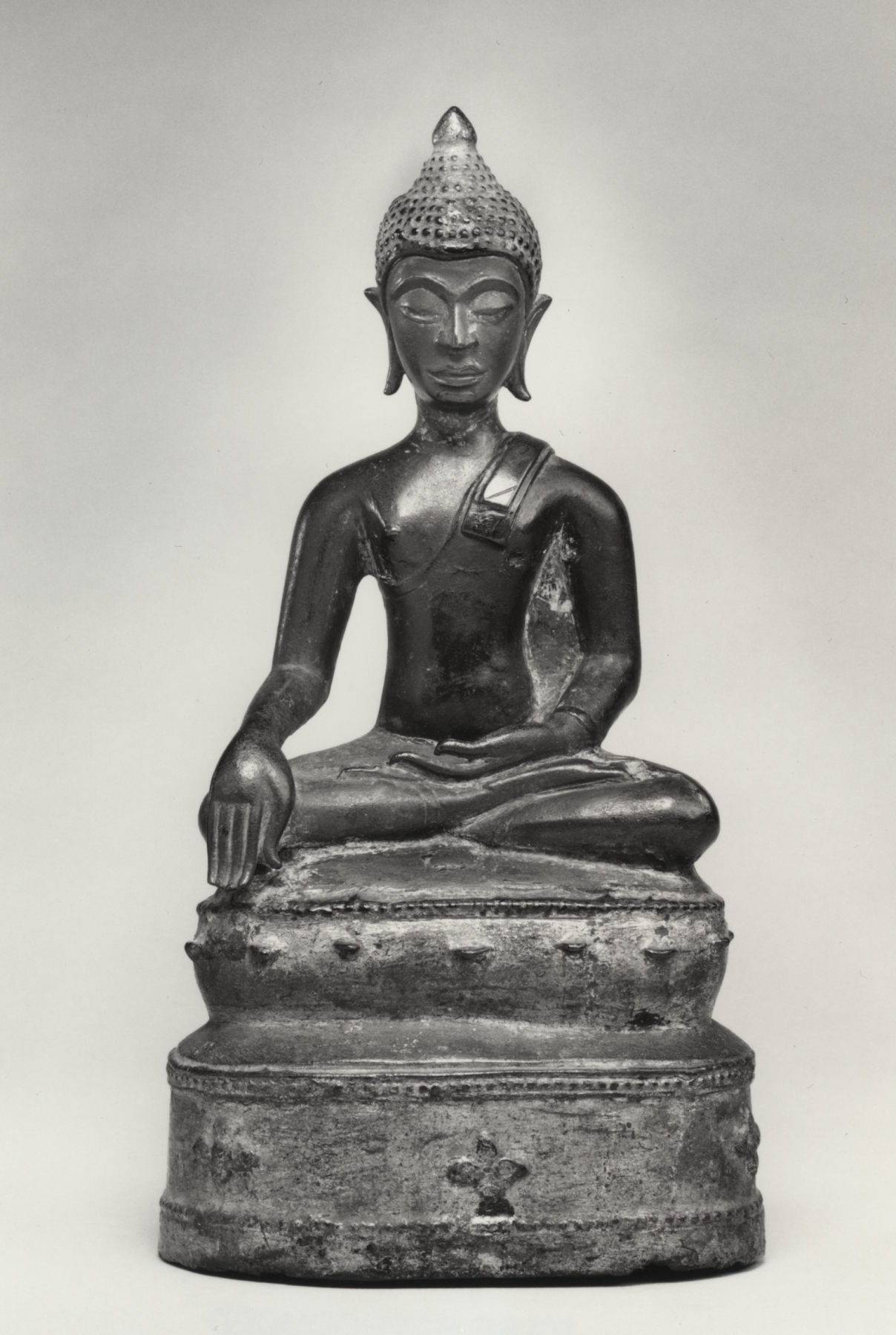
Um Buda sentado da Tailândia (c. 1800) feito de bronze arsênico

Bronze arsênico é uma liga na qual o arsênio, em oposição ou em adição ao estanho ou outros metais constituintes, é combinado com cobre para fazer bronze . Com o uso de arsênio com cobre, seja como constituinte secundário ou com outro componente como estanho, obtêm-se um produto final mais forte e melhor eficácia de fundição .
O minério de cobre é frequentemente contaminado naturalmente com arsênico; portanto, o termo "bronze arsênico", quando usado em arqueologia, é normalmente aplicado apenas a ligas com um teor de arsênico superior a 1% em peso, como o propósito de distingui-lo de adições potencialmente acidentais de arsênico.

## Origens na pré-história
| Nome do minério | Fórmula química |
| --------------- | --------------- |
| Arsenopyrite    | FeAsS           |
| Enargite        | Cu3AsS4         |
| Olivenite       | Cu2(AsO4)OH     |
| Tennantite      | Cu12As4S13      |
| Malachite       | Cu2(OH)2CO3     |
| Azurite         | Cu3(OH)2(CO3)2  |

Embora o bronze arsênico ocorra em registos arqueológicos em todo o mundo, os primeiros artefatos conhecidos até agora, datados do 5º milênio a.C., foram encontrados no planalto iraniano. O arsénio encontra-se em vários minérios que contêm cobre (ver tabela à direita, adaptada de Lechtman &amp; Klein, 1999 ), e, portanto, terá sido inevitável que tenha ocorrido alguma tipo contaminação do cobre com arsénio. No entanto, ainda não é totalmente evidente até que ponto o arsénio foi deliberadamente adicionado ao cobre e até que ponto a sua utilização surgiu simplesmente da sua presença em minérios de cobre que foram então tratados por fundição para produzir o metal.

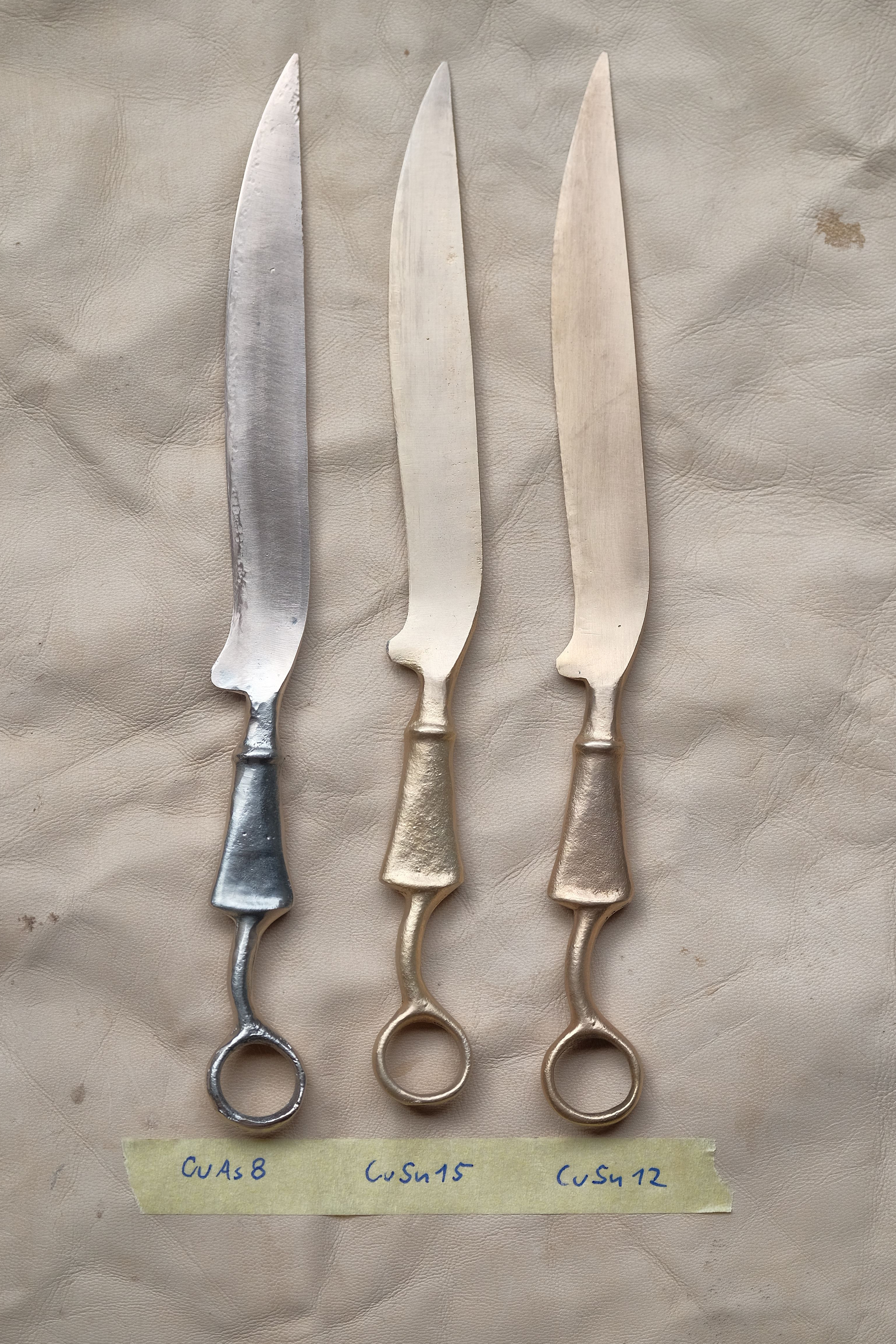
Reproduções de facas da Idade do Bronze feitas de bronze com alto teor de arsênio (esquerda) e bronze de estanho (centro e direita). Dependendo do teor de arsênio, a liga apresenta coloração que varia do vermelho claro ao prateado

O bronze arsênico foi usado por muitas sociedades e culturas ao redor do mundo. O planalto iraniano, seguido pela área adjacente da Mesopotâmia, incluíndo juntos o Irã, o Iraque e a Síria modernos, possui a metalurgia de bronze arsênico mais antiga do mundo. Foi utilizado do 4º milênio a.C. até meados do 2º milênio a.C., um período de quase 2.000 anos. Houve uma grande variação no conteúdo de arsénio dos artefactos ao longo deste período, tornando impossível dizer exactamente quanto foi adicionado deliberadamente e quanto surgiu por acaso.
Os dois sítios antigos relevantes no leste da Turquia ( província de Malatya ) são Norşuntepe e Değirmentepe, onde a produção de bronze arsênico ocorria antes de 4000 a.C.  Foram recuperados em locais como lareiras ou fornos de tiragem natural, escória, minério e pigmento. Isso ocorreu no contexto de complexos arquitetónicos típicos da arquitetura do sul da Mesopotâmia.
Segundo Boscher (2016), em Değirmentepe, objetos de cobre arsênico foram evidentemente fabricados por volta de 4200 a.C., mas os aspectos tecnológicos dessa produção mantém-se um enigma. Isto porque a fundição primária do minério parece ter sido realizada em outro lugar, talvez já nos locais de mineração.
Por outro lado, o sítio relacionado de Norşuntepe fornece um contexto melhor da sua produção e demonstra que alguma forma de liga de arsênio de fato já era trabalhada por volta do 4º milênio a.C. Como a escória identificada em Norşuntepe não contém arsénio, isto significa que o arsénio, de alguma forma, foi adicionado separadamente.
As sociedades que utilizam bronze arsênico incluem os acádios, os de Ur e os amorreus, todos assentamentos em torno dos rios Tigre e Eufrates e centros das redes de comércio que espalharam o bronze arsênico pelo Oriente Médio durante a Idade do Bronze.
O tesouro de Nahal Mishmar, do período Calcolítico, no deserto da Judeia, a oeste do Mar Morto, contém uma série de artefatos de bronze arsênico (4–12% de arsênio) e talvez de cobre arsênico feitos usando o processo de microfundição, o primeiro uso conhecido dessa complexa técnica. "A datação por carbono-14 da esteira de junco em que os objetos estavam envoltos sugere a data de pelo menos 3500 a.C. Foi neste período que o uso do cobre se generalizou por todo o Levante, atestando desenvolvimentos tecnológicos consideráveis que acompanham os grandes avanços sociais na região."

## Bronze arsênico após a Idade do Bronze
Os registros arqueológicos no Egito, Peru e Cáucaso sugerem que o bronze arsênico foi produzido por um tempo junto com o bronze de estanho. Em Tepe Yahya, seu uso continuou na Idade do Ferro para a fabricação de bugigangas e objetos decorativos, demonstrando assim que não houve uma sucessão simples de ligas ao longo do tempo, com novas ligas superiores substituindo as mais antigas. Existem poucas vantagens metalúrgicas reais para a superioridade do bronze estanho, e os primeiros autores sugeriram que o bronze arsênico foi eliminado devido aos seus efeitos na saúde. É mais provável que tenha sido eliminado do uso geral porque a liga com estanho produziu peças fundidas que tinham resistência semelhante ao bronze arsênico, mas não exigiam mais endurecimento por trabalho para atingir resistência útil. Também é provável que resultados mais seguros pudessem ser alcançados com o uso do estanho, porque ele poderia ser adicionado diretamente ao cobre em quantidades específicas, enquanto a quantidade precisa de arsênico adicionada era muito mais difícil de avaliar devido ao processo de fabricação.